# Ronald Thomas
Ronald Victor Thomas (Hammond, 7 de agosto de 1888 - 30 de dezembro de 1936) foi um tenista profissional australiano.

## Grand Slam finais

### Simples: 1 vice
| Resultado | Ano  | Campeonato                 | Piso  | Oponente        | Placar                  |
| --------- | ---- | -------------------------- | ----- | --------------- | ----------------------- |
| Vice      | 1920 | Australasian Championships | Grama | Pat O'Hara Wood | 6–3, 4–6, 6–8, 6–1, 6–3 |

### Duplas: 3 títulos
| Resultado | Ano  | Campeonato                 | Piso  | Parceiro        | Oponente                     | Placar                  |
| --------- | ---- | -------------------------- | ----- | --------------- | ---------------------------- | ----------------------- |
| Campeão   | 1919 | Australasian Championships | Grama | Pat O'Hara Wood | James Anderson Arthur Lowe   | 7–5, 6–1, 7–9, 3–6, 6–3 |
| Campeão   | 1919 | Wimbledon                  | Grama | Pat O'Hara Wood | Rodney Heath Randolph Lycett | 6–4, 6–2, 4–6, 6–2      |
| Campeão   | 1920 | Australasian Championships | Grama | Pat O'Hara Wood | Horace Rice Roy Taylor       | 6–1, 6–0, 7–5           |